# Комитет по делам воинов-интернационалистов
Комитет по делам воинов-интернационалистов при Совете глав правительств государств — участников Содружества — центральный орган по делам участников локальных войн государств СНГ, обеспечивающий связь общественных организаций и государственных структур. С августа 1991 года руководителем Комитета был Руслан Аушев. В настоящее время Ковалев, Александр Михайлович.

## Цели и задачи Комитета
В соответствии с Положением о Комитете работа Комитета призвана способствовать:
- повышению качества и уровня жизни ветеранов войн, участников локальных конфликтов, жертв терроризма;
- разработке правовых документов о социальной защите инвалидов, участников военных конфликтов, членов их семей;
- разрешению на межгосударственном уровне экономических, социальных, медицинских, правовых проблем указанного контингента;
- медицинской, социальной, трудовой, психологической реабилитации инвалидов, участников вооружённых конфликтов, членов их семей, в том числе детей.

Одной из приоритетных задач Комитета является работа по розыску пропавших без вести бывших военнослужащих Советской Армии в ходе войны в Афганистане 1979-89 гг, розыск мест захоронений погибших военнослужащих и доставка их останков на Родину, а также установление военнослужащих, награждённых за боевые действия в Афганистане, но своевременно их не получивших. Комитет оказывает материальную помощь пострадавшим в локальных конфликтах жителям Дагестана, Осетии, Ингушетии, Приднестровья, Таджикистана, Чечни, а также населению, пострадавшему от стихийных бедствий.

## История
Комитет по делам воинов-интернационалистов при кабинете Министров СССР был создан в августе 1991 года. Его председателем был назначен Руслан Аушев. В этом же году после августовских событий был образован Комитет при Президенте СССР по делам воинов-интернационалистов. 13 марта 1992 его правопреемником был признан вновь образованный Комитет по делам воинов-интернационалистов при Совете глав правительств государств-участников СНГ. С марта 1992 года и по сей день Руслан Аушев является председателем Комитета.
В 1992 году по инициативе Комитета в Санкт-Петербурге был создан Межгосударственный научно-исследовательский институт реабилитации участников войн для разработки основных проблем медико-социальной, профессиональной и психологической реабилитации, а также проблем первичной медико-санитарной помощи, профилактике социально значимых заболеваний, борьбе с туберкулёзом, алкоголизмом и наркоманией.
С 1999 года Комитетом издаётся журнал «Проблемы реабилитации», в котором освещаются международные и отечественные аспекты проблем охраны здоровья, инвалидности, социальной защиты ветеранов войн и инвалидов.
В сентябре 2002 года Комитетом проведена Международная конференция по участию организаций ветеранов войн в борьбе с экстремизмом и терроризмом.
5 сентября 2003 года в рамках подготовки к празднованию 15-й годовщины вывода советских войск из Республики Афганистан Комитетом учреждена памятная медаль «15 лет вывода советских войск из ДРА». Согласно Приказу № 033 от 09 июня 2006 года выпуск медали приостановлен.
В ноябре 2007 года в ходе московской конференции «Роль и место ветеранских организаций России и США в развитии и укреплении международного сотрудничества» была принята Декларация о сотрудничестве между Комитетом по делам воинов-интернационалистов при совете глав правительств СНГ и организацией «Ветераны зарубежных войн в США».
12 декабря 2007 года Комитет по делам воинов-интернационалистов при Совете глав правительств государств - участников Содружества награждён Почётной грамотой Московской городской думы за заслуги перед городским сообществом

## Наградная деятельность
Как отметил сам руководитель комитета Руслан Аушев, важнейшей частью работы организации является увековечивание памяти подвигов и ратной службы ветеранов, принимавших участие в различных военных конфликтах. Учитывая, что в Российской Федерации, государственных наград, учреждённых специально для воинов-интернационалистов выпущено не было, деятельность по награждению юбилейными и памятными знаками видится руководству комитета чрезвычайно важной.

## Розыск пропавших без вести
За время ведения боевых действий в Афганистане в период 1979—1989 гг. в списки пропавших без вести военнослужащих ограниченного контингента советских войск было включено более 400 человек. К моменту вывода войск — 15 февраля 1989 года — усилиями Министерства обороны, КГБ, МИД СССР, а также международных организаций было освобождено около 100 человек, 19 человек из этого числа были вывезены на Запад и в СССР не вернулись.
После 15 февраля 1989 розыском без вести пропавших и возвращением военнопленных занимались как государственные, так и различные общественные, в том числе и международные организации, а с марта 1992 года — Комитет по делам воинов-интернационалистов при Совете глав правительств государств-участников Содружества, взявший на себя координирующую роль и по сути возглавивший эту работу.
В декабре 1998 состоялись переговоры Председателя Комитета Руслана Аушева с лидером антиталибской коалиции Ахмад Шах Масудом на предмет возвращения на Родину бывших советских солдат.
Во второй половине 2003 года на Родину доставлены фрагменты останков четырёх погибших воинов. В настоящее время они находятся в Центральной военной лаборатории судебно-медицинской экспертизы МО России, где проходит их идентификация.
В марте 2004 были получены положительные результаты, позволившие идентифицировать останки Мальцева Валерия Валентиновича, 1965 г.р., уроженца г.Курска. Это обстоятельство даёт основание провести захоронение солдата под его настоящим именем и фамилией.
Ежегодно Комитет организует две-три поисковых экспедиции на территорию Афганистана, чтобы вернуть домой пленных солдат или останки погибших. Получена и уточняется информация о месте катастрофы Ил-76 26 декабря 1979 года, а также подробности восстания и гибели советских военнопленных в г. Бадабера (Пакистан) в 1985 году. В мае 2008 года из Афганистана вернулась 12-я поисковая экспедиция под руководством Рашида Каримова, результаты которой позволят не только установить истину, но и определить место захоронения останков бывших советских военнопленных.